# Grimbald
Grimbald (* 827; † 8. Juli 901) war ein Benediktiner.
Grimbald wurde Benediktiner und Prior von Kloster  St-Bertin (Sithiu) in seiner Heimat. 885 rief König Alfred ihn nach England und bot ihm den Erzbischofsstuhl von Canterbury an, den Grimbald aber ablehnte. Er war Mitbegründer von Kloster New Minster in Winchester, wahrscheinlich auch dessen erster Abt. Er starb am 8. Juli 901. Die Erhebung der Reliquien fand 984 statt. Sein Fest ist am 8. Juli.
| Personendaten    | Personendaten |
| ---------------- | ------------- |
| NAME             | Grimbald      |
| KURZBESCHREIBUNG | Benediktiner  |
| GEBURTSDATUM     | 827           |
| STERBEDATUM      | 8. Juli 901   |